# Episodi di T.J. Hooker (terza stagione)
La terza stagione della serie televisiva T.J. Hooker, composta da 22 episodi, è stata trasmessa negli Stati Uniti sul canale ABC dal 1º ottobre 1983 fino al 12 maggio 1984.
In Italia viene trasmessa su Canale 5 tra il 1984 e il 1985.
| #  | Titolo originale       | Titolo italiano                   | Prima TV USA     | Prima TV Italia |
| -- | ---------------------- | --------------------------------- | ---------------- | --------------- |
| 1  | The Return             | Una tecnica inconfondibile        | 1º ottobre 1983  | 1984            |
| 2  | Carnal Express         | Strani rapimenti                  | 8 ottobre 1983   |                 |
| 3  | Chinatown              | Chinatown                         | 15 ottobre 1983  |                 |
| 4  | The Cheerleader Murder | Le minorenni                      | 22 ottobre 1983  |                 |
| 5  | The Shadow of Truth    | Prima pagina                      | 29 ottobre 1983  |                 |
| 6  | Walk a Straight Line   | Un indizio in fumo                | 5 novembre 1983  |                 |
| 7  | A Child is Missing     | Fuga a tre                        | 12 novembre 1983 |                 |
| 8  | The Trial              | Il processo                       | 19 novembre 1983 |                 |
| 9  | Matter of Passion      | Indirizzi misteriosi              | 26 novembre 1983 |                 |
| 10 | Blue Murder            | I giustizieri                     | 3 dicembre 1983  |                 |
| 11 | Undercover Affair      | Inchieste parallele               | 10 dicembre 1983 |                 |
| 12 | Slay Ride              | Triste natale                     | 17 dicembre 1983 |                 |
| 13 | The Lipstick Killer    | Il rossetto dell'assassino        | 7 gennaio 1984   |                 |
| 14 | The Snow Game          | The Snow Game                     | 14 gennaio 1984  |                 |
| 15 | Exercise in Murder     | Una danza di errori               | 28 gennaio 1984  |                 |
| 16 | Hooker's Run           | La talpa                          | 4 febbraio 1984  |                 |
| 17 | Hot Property           | Un amore sbagliato                | 25 febbraio 1984 |                 |
| 18 | Death on the Line      | Tranello da un milione di dollari | 3 marzo 1984     |                 |
| 19 | Death Strip            | Foto ricordo                      | 10 marzo 1984    |                 |
| 20 | Psychic Terror         | Terrore mediatico                 | 24 marzo 1984    |                 |
| 21 | Gang War               | Guerra tra bande                  | 5 maggio 1984    |                 |
| 22 | Deadlock               | La trappola                       | 12 maggio 1984   |                 |

## Una tecnica inconfondibile
- Titolo originale: The Return
- Diretto da: Sigmund Neufeld Jr.
- Scritto da: Mark Rodgers

### Trama
Hooker dà la caccia a una banda di rapinatori che ha lo stesso stile di quella che, anni prima, aveva ucciso il suo compagno.

## Strani rapimenti
- Titolo originale: Carnal Express
- Diretto da: Sigmund Neufeld Jr.
- Scritto da: Joe Viola

### Trama
Bonnie McCall, una cantante di night amica di Hooker, viene misteriosamente rapita. Il sergente, indagando, scopre l'esistenza di un'organizzazione criminale per la tratta delle bianche.

## Chinatown
- Titolo originale: Chinatown
- Diretto da: Don Chaffey
- Scritto da: Jack V. Fogarty e Simon Muntner

### Trama
Chinatown è il luogo principe del mercato nero delle armi, un posto dove i ricordi riportano Hooker nel passato.

## Le minorenni
- Titolo originale: The Cheerleader Murder
- Diretto da: Cliff Bole
- Scritto da: Gerald Sanford

### Trama
La morte di una cheerleader porta Hooker a indagare su una clinica dove si praticano aborti illegali e su un giro di film pornografici.

## Prima pagina
- Titolo originale: Shadow of Truth
- Diretto da: Cliff Bole
- Scritto da: Robert Sherman

### Trama
Hooker è in un ristorante con la compagna quando una persona viene uccisa. Ma forse l'assassino ha sbagliato obiettivo.

## Un indizio in fumo
- Titolo originale: Walk a Straight Line
- Diretto da: Cliff Bole
- Scritto da: Rick Kelbaugh

### Trama
Il problema di alcolismo di un poliziotto causa il ferimento del suo compagno di pattuglia. Anche se combattuto, Hooker si rende conto di doverlo denunciare.

## Fuga a tre
- Titolo originale: A Child Is Missing
- Diretto da: Cliff Bole
- Scritto da: Jack B. Sowards

### Trama
Brian, un ragazzino di sette anni, viene rapito mentre torna a casa a piedi da scuola da Paula, una spogliarellista che lo convince a salire sull'auto guidata da Dave, il suo vero padre divorziato dalla madre. I due nascondono il bambino nel locale Popeye's dove lavora la donna. 
Dave si allontana per compiere una rapina in una gioielleria con due complici; dopo un inseguimento con la polizia i tre si separano e i due complici vengono catturati da Hooker e Romano, mentre Dave fugge in Messico con la refurtiva, Paula ed il ragazzino. Hooker, dopo aver ricevuto informazioni da una collega della spogliarellista, si reca a sua volta in Messico dove si rivolge all'eccentrico detective Miguel (Henry Darrow) che lo aiuterà nelle indagini. Riescono ad individuare Dave mentre cerca di vendere i gioielli rubati ad un ricettatore, il boss Madera. Dopo un inseguimento in auto Hooker e Miguel raggiungono il malvivente nella casa dove si nascondono Brian e Paula, che intanto si è pentita del rapimento. Dopo uno scontro a fuoco Dave viene ferito e catturato ed il ragazzino liberato. Infine Hooker e Romano riconducono a casa Brian, che dichiara che da grande vorrà fare il poliziotto.
- Nota: questo è l'unico episodio della serie ad essere musicato da Alan Silvestri.

## Il processo
- Titolo originale: The Trial
- Diretto da: Cliff Bole
- Scritto da: Stephen Downing

### Trama
Romano si sente tradito: Hooker ha preso le difese di un ufficiale di polizia accusato di codardia durante un'azione in cui lo stesso Vince era stato ferito.

## Indirizzi misteriosi
- Titolo originale: Matter of Passion
- Diretto da: Sigmund Neufeld Jr.
- Scritto da: Dick Nelson

### Trama
Facendo jogging sulla spiaggia, Hooker trova il cadavere di una ragazza. Le indagini lo conducono a un giro di spacciatori e di riciclaggio di denaro.

## I giustizieri
- Titolo originale: Blue Murder
- Diretto da: Don Chaffey
- Scritto da: Paul B. Margolis

### Trama
Hooker odia dover dare la caccia a criminali liberati per vizi procedurali. Soprattutto quando i probabili assassini sono due poliziotti.

## Inchieste parallele
- Titolo originale: Undercover Affair
- Diretto da: Charlie Picerni
- Scritto da: Simon Muntner

### Trama
Hooker viene sospeso dal servizio quando le sue indagini su alcuni spacciatori di eroina intralciano quelle dei federali, a caccia di grossi trafficanti.

## Triste natale
- Titolo originale: Slay Ride
- Diretto da: Bruce Kessler
- Scritto da: Rick Husky

### Trama
Stacy si affeziona a un neonato che una coppia di rapinatori ha abbandonato davanti a una chiesa. Ma la madre, pentita, lo rivuole con sé.

## Il rossetto dell'assassino
- Titolo originale: The Lipstick Killer
- Diretto da: Sigmund Neufeld Jr
- Scritto da: Robert C. Dennis, Ed Waters e Jack V. Fogarty

### Trama
Analizzando il modus operandi di un serial killer di infermiere, Hooker capisce di aver meno di due giorni prima che l'assassino colpisca ancora.

## The Snow Game
- Titolo originale: The Snow Game
- Diretto da: William Shatner
- Scritto da: Fred McKnight

### Trama
Hooker e Corrigan lavorano sotto copertura. Si fingono trafficanti di droga per riuscire a inchiodare i capi di un giro di cocaina.

## Una danza di errori
- Titolo originale: Exercise in Murder
- Diretto da: Phil Bondelli
- Scritto da: Jack V. Fogarty, Ed Waters e Simon Muntner,

### Trama
La caccia a una banda di ladri di diamanti porta Corrigan a una storia d'amore, e Hooker a una tragedia. Il sergente, infatti, spara per sbaglio a un bambino.

## La talpa
- Titolo originale: Hooker's Run
- Diretto da: Cliff Bole
- Scritto da: Simon Muntner

### Trama
L'ex fidanzata di un assassino è l'unico testimone in grado di mandarlo in prigione. Hooker, però, deve fare in modo che la ragazza rimanga in vita fino al processo.

## Un amore sbagliato
- Titolo originale: Hot Property
- Diretto da: Ric Rondell
- Scritto da: Chester Krumholz

### Trama
Mackanzie, ex fidanzato di Stacy, riappare improvvisamente. Proprio quando a Stacy vengono affidati due chili di eroina recuperati durante l'ultimo caso.

## Tranello da un milione di dollari
- Titolo originale: Death on the Line
- Diretto da: Cliff Bole
- Scritto da: Jack V. Fogarty

### Trama
Il colpevole di una serie di stupri e furti viene ucciso in uno scontro con Hooker e Romano. Ma TJ non è convinto che il caso sia chiuso.

## Foto ricordo
- Titolo originale: Death Strip
- Diretto da: Sigmund Neufeld Jr.
- Scritto da: Patrick Mathews

### Trama
Romano lavora sotto copertura in un night club in cui, sia il proprietario sia gli “impiegati”, sono sospettati di far parte di un traffico di droga.

## Terrore mediatico
- Titolo originale: Psychic Terror
- Diretto da: Kenneth R. Koch
- Scritto da: William Kelley

### Trama
Hooker non è contento di dover collaborare con una sensitiva per ritrovare una ragazza rapita. Tra l'altro, la donna continua a sognare la sua morte e Hooker fa di tutto per ritrovarla.

## Guerra tra bande
- Titolo originale: Gang War
- Diretto da: William Shatner
- Scritto da: Sidney Ellis

### Trama
Un'amica di Hooker viene aggredita e ferita. Sembra ormai prossimo lo scoppio di una guerra fra bande, ma Hooker scopre cosa c'è dietro questa nuova violenza.

## La trappola
- Titolo originale: Deadlock
- Diretto da: Sigmund Neufeld Jr.
- Scritto da: David Ketchum e Bruce Shelly

### Trama
Romano e Hooker si trovano in un magazzino di armi mentre è in atto una rapina. Durante la sparatoria Vince viene ferito e TJ si rifugia nell'ascensore. Ma non ha più munizioni.